# Alina Cichecka
Alina Zofia Cichecka, później, po mężu Pawicka (ur. 2 października 1916 w Warszawie, zm. 12 marca 2001 w Sulejówku) – polska gimnastyczka, olimpijka z Berlina 1936.

## Życiorys

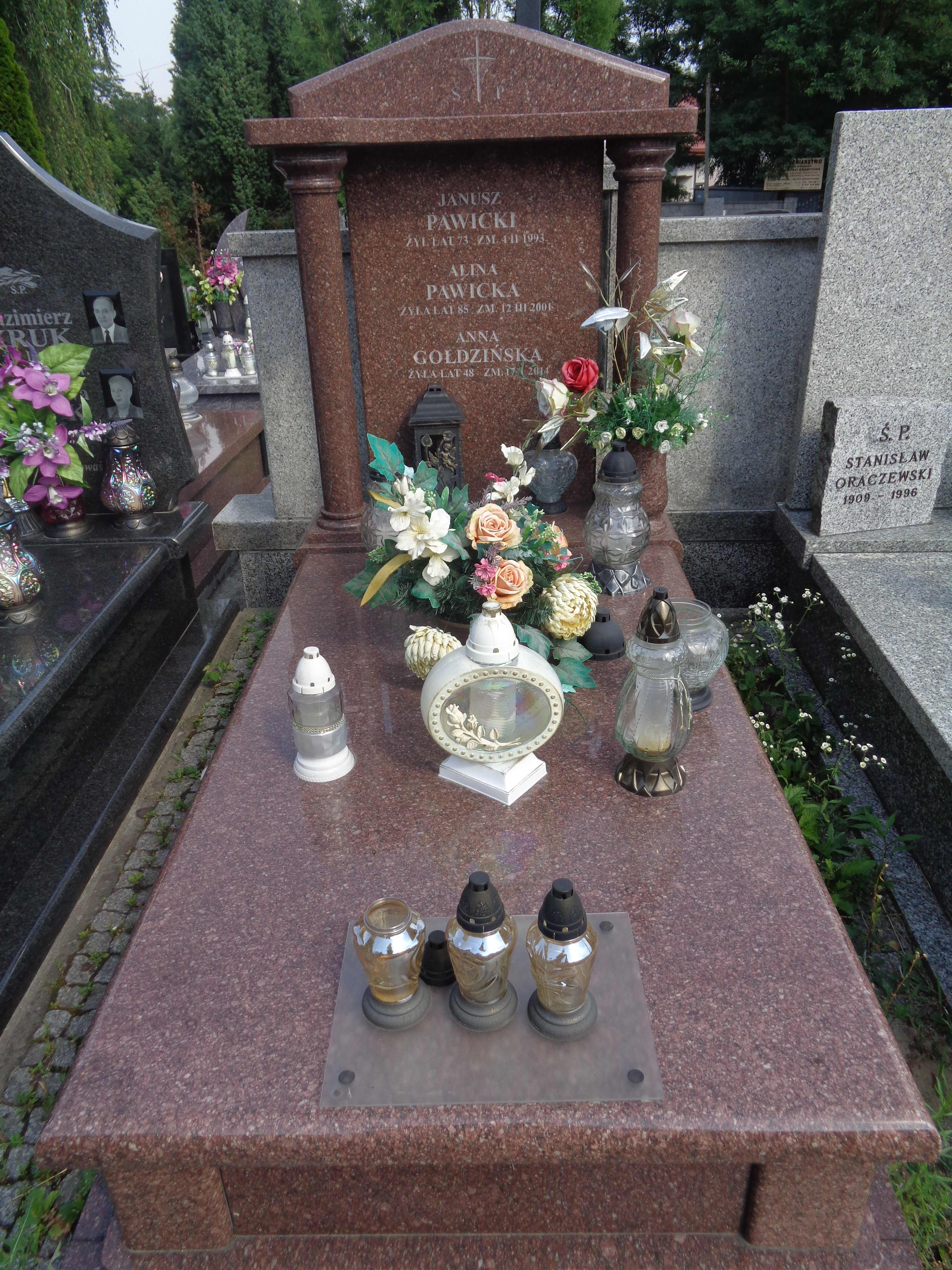
Grób Aliny Cicheckiej (Pawickiej) na cmentarzu w Sulejówku.

Urodziła się 2 października 1916 w Warszawie. Była córką Józefa i Heleny (z domu Michalskiej). Siostra Mirona. Była reprezentantką Towarzystwa Gimnastycznego „Sokół” Pruszków. Na igrzyskach olimpijskich w 1936 roku zajęła 6. miejsce w wieloboju drużynowym razem ze Stefanią Gawałkiewicz-Krupą, Martą Majowską, Wisławą Noskiewicz, Matyldą Ossadnik, Klarą Sierońską, Janiną Skirlińską i Julią Wojciechowską. Indywidualnie w wieloboju zajęła 44. miejsce. Na równoważni oraz w skoku przez konia zajęła 41. miejsce, a w skoku przez konia 39. miejsce. Zmarła 12 marca 2001 w Sulejówku i została pochowana na miejscowym cmentarzu.

### Rezultaty
- 6. miejsce w wieloboju drużynowym

Na igrzyskach olimpijskich w 1936 roku zajęła:
- 6. miejsce w wieloboju drużynowym
- 39. miejsce w ćwiczeniach na poręczach
- 41. miejsce w ćwiczeniach na równoważni
- 41. miejsce w skoku przez konia
- 44. miejsce w wieloboju indywidualnym